# M578軽回収車
M578軽回収車（M578 light recovery vehicle G309）は、冷戦期にアメリカ合衆国で開発された装甲回収車である。M107/M110自走砲と同一の車体を採用している。機械化歩兵および砲兵部隊に配備されていた。戦闘中に損傷した軽車両の回収を一次的任務とした。

## 機能
運転台は360度線回可能で、クレーンに取り付けられたウィンチの最大巻き上げ荷重は30,000 lb (13,600 kg) であった。また、運転台の前方に最大巻き上げ荷重60,000 lb (27,000 kg)のウィンチがもう1つ設けられている。運転台には左右両側に設けられたドアから出入りする。クレーンオペレーターとリガーは共に運転台の上にあるキューポラによって視界が確保されている。

## 運用
- オーストリア: オーストリア陸軍
- ボリビア - 2024年時点で、ボリビア陸軍が数量不詳のM578を保有[3]。
- ブラジル: ブラジル陸軍
- デンマーク: デンマーク陸軍
- エジプト: 2024年時点で、エジプト陸軍が45両のM578を保有[4]。
- ギリシャ: ギリシャ陸軍
- イスラエル: イスラエル陸軍
- ヨルダン: ヨルダン陸軍
- レバノン: レバノン陸軍
- モロッコ: 2024年時点で、モロッコ陸軍が数量不詳のM578を保有[5]。
- トルコ: トルコ陸軍
- タイ: タイ王国陸軍
- イギリス: イギリス陸軍
- アメリカ合衆国: アメリカ陸軍
- ベトナム: ベトナム共和国陸軍
- サウジアラビア: サウジアラビア陸軍